# 러브 (DEATH DEVIL)
《러브》(일본어: ラヴ 라부[*])는 DEATH DEVIL의 싱글로 2010년 6월 23일에 포니 캐니언을 통해 발매되었다.

## 개요
- TBS 계열 TV애니메이션 케이온!!에 등장하는 노래로, 제 10화에서 'DEATH DEVIL'의 멤버들이 연주했던 악곡이다.
- DEATH DEVIL이란 '케이온!'시리즈에서 사쿠라 고교 경음악부의 고문 역할로 등장하는 야마나카 사와코(성우 : 사나다 아사미)가 사쿠라고교에 재학하던 시절에 속해있던 경음악부의 밴드명이다.

## 수록곡
1. 러브
작사：KANATA 작·편곡：코모리 시게오
2. GENOM
작사：KANATA 작·편곡：코모리 시게오
3. 러브 (Instrumental)
4. GENOM (Instrumental)

## 같이 보기
- 케이온!!